# Jean Leloup

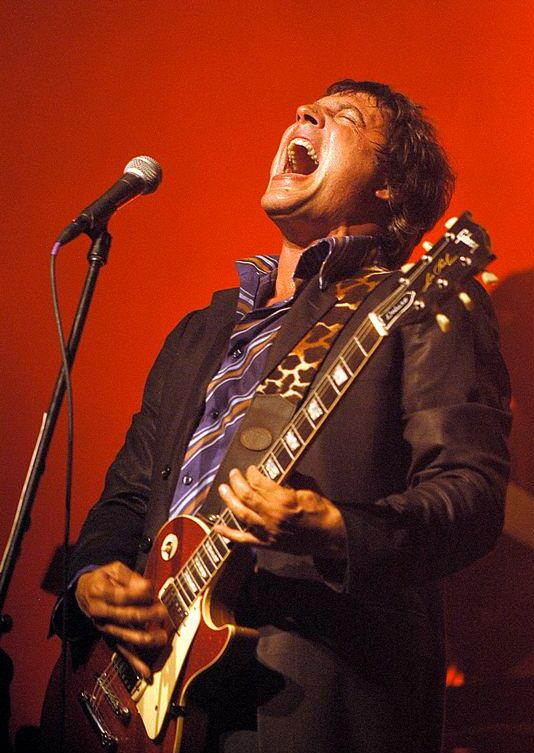
Jean Leloup

Jean Leloup (* 14. Mai 1961 in Sainte-Foy, Québec als Jean Leclerc) ist einer der bekanntesten Musiker Québecs. Jean Leloups ausdrucksstarke Persönlichkeit und sein einzigartiger Musikstil machten ihn zu einem Star in der frankophonen Rock’n’Roll-Szene.

## Leben
Leloup wuchs in Togo und Algerien auf, wo er von traditionellen afrikanischen Rhythmen beeinflusst wurde. Er betrat die Musikszene von Québec in den 1980er Jahren und erregte mit seinen provokativen Texten Aufsehen. In seinem Lied 1990 vergleicht er die High-Tech-Aktionen der amerikanischen Truppen im Desert Storm (Zweiter Golfkrieg) mit seinen eigenen Aktivitäten beim Sex mit seiner Freundin. Sein Album L’amour est sans pitié (1990) wurde auch außerhalb Québecs zu einem Hit; es war in Frankreich, den Niederlanden, Belgien und in Japan erfolgreich.
Jean Leloup ist ein wichtiger Vertreter der sich wandelnden Musikszene Québecs. Seit der „Stillen Revolution“ der 1960er entwickelte Québec eine eigene Identität als frankophones Land und ein eigenes Selbstverständnis, welches sich vom englischsprachigen Nordamerika wie auch den anderen Ländern der Frankophonie unterschied. Für seinen Beitrag zur lokalen Kunstszene und der Entwicklung der Musikkultur genießt Leloup in Québec Heldenstatus. 1997 wurde Jean Leloup der Félix (eine Québec-eigene Version des Grammy), als Bester Songwriter/Composer verliehen.
Ende 2003 entschied sich Jean Leclerc, nicht mehr unter dem Namen Jean Leloup aufzutreten. Das Ablegen seines Pseudonyms fügt sich in das Bild seiner wilden und exzentrischen Person.
So erschien das folgende Album Mexico unter seinem bürgerlichen Namen Jean Leclerc und verkaufte sich über 60.000 mal.
Das folgende Album, Mille excuses Milady, erschien am 28. April 2009, wobei er hier zu seinem Pseudonym Jean Leloup zurückkehrt. Dies erklärt er damit, dass er ganz einfach vergessen habe, sein Alter Ego Jean Leloup „getötet“ zu haben. 
Im Jahr 2012 spiele Leloup eine Reihe von Festivals in Québec, unter anderem im Rahmen des Juste pour rire Comedyfestivals in Montréal. 
Am 2. Februar 2015 erscheint mit À Paradis City sein erstes Album nach 6 Jahren, welches mit 85.000 verkauften Exemplaren sehr erfolgreich ist und auch von Kritikern gelobt wird. Eine Serie von ausverkauften Konzerten in Montreal und Québec begann im Oktober 2015.

## Diskografie
- 1989: Menteur
- 1990: L’amour est sans pitié
- 1996: Le dôme
- 1998: Les fourmis (live)
- 2002: La vallée des réputations
- 2005: Exit
- 2005: Je joue de la guitare 1985-2003 (Best-of-Album)
- 2006: Mexico
- 2009: Mille excuses mylady
- 2015: À Paradis City (Platz 1 in Kanada)
- 2019: L’étrange pays (Platz 1 in Kanada)